# Utbildningshistoria
Utbildningshistoria är det historiska studiet av bildning, utbildning, undervisning, fostran och lärande. I Sverige är utbildningshistoria inte någon vetenskaplig disciplin, utan utbildningshistorisk forskning bedrivs inom en rad olika discipliner, framförallt inom pedagogik, historia och idéhistoria.
Många svenska utbildningshistoriker är del av det Utbildningshistoriska nätverket som bildades i samband med Svenska historikermötet i Uppsala den 22-24 april 2005. Nätverket syftar till att underlätta samarbetet mellan utbildningshistoriker från olika akademiska discipliner. Nätverkets hemsida är tänkt att fungera som en översikt eller introduktion till svensk och nordisk utbildningshistorisk forskning. Sidans sökfunktion, kategorier och etiketter gör det möjligt att navigera exempelvis bland tidigare utbildningshistoriska konferenser, projekt och publikationer. 